# محمدجعفر حبیب زاده

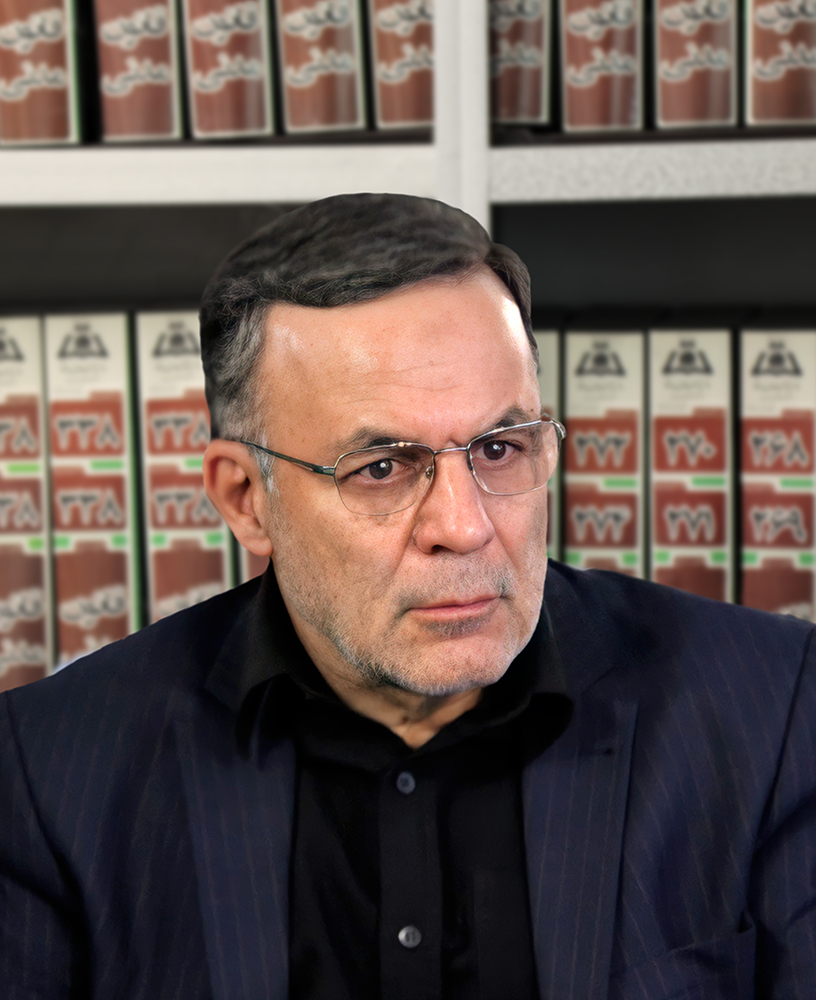
محمد جعفر حبیب‌زاده در پژوهشکده حقوق و قانون ایران

محمدجعفر حبیب زاده وکیل، حقوقدان و استاد تمام دانشگاه تربیت مدرس است. وی هم‌اکنون عضو شورای پژوهش پژوهشکده حقوق و قانون ایران نیز می‌باشد. برخی از آثار او نظیر کتاب «حقوق جزای اختصاصی» از کتب مرجع رشته حقوق و جزء منابع کارشناسی ارشد و دکتری این رشته می‌باشد. دکتر حبیب زاده پیش از این مدیرکل دفتر مطالعات حقوقي و تدوین قوانین ومشاور معاون حقوقي وزارت بهداشت، درمان و آموزش پزشکي بود.
حبیب زاده در سال ۱۳۶۳ کارشناسی حقوق را از دانشگاه شهید بهشتی، کارشناسی ارشد حقوق جزا و جرمشناسی را در سال ۱۳۶۸ و دکتری حقوق جزا و جرمشناسی را هم در سال ۱۳۷۲ از دانشگاه تربیت مدرس اخذ کرد.

## تالیفات
- حقوق جزای اختصاصی: جرایم علیه اموال
- تحلیل جرایم کلاهبرداری و خیانت در امانت در حقوق کیفری ایران، چاپ هشتم،1402
- خیانت در امانت در حقوق کیفری ایران
- کلاهبرداری و جرایم مشابه در حقوق ایران
- قانون مداری در قلمرو حقوق کیفری، چاپ سوم، 1402.
- سرقت در حقوق کیفری ایران (مطالعات تطبیقی)، چاپ چهارم، 1402.
- اندیشه‌های حقوقی (۱) (مجموعه مقالات حقوق کیفری اختصاصی)،انتشارات نگاه بینه،1389.
- اندیشه‌های حقوقی (۲) (مجموعه مقالات حقوق کیفری عمومی)، انتشارات نگاه بینه، 1391.
- اندیشه‌های حقوقی (۳) (مجموعه مقالات عدالت کیفری)، انتشارات نگاه بینه، 1391.
- اندیشه های حقوقی (4)، (مجموعه مقالات حقوق کیفری)،انتشارات نگاه بینه، 1394.
- اندیشه های حقوقی (5)، (مجموعه مقالات حقوق کیفری)،انتشارات نگاه بینه، 1399.
- حقوق کیفری عمومی، انتشارات میزان، 1402.
- حقوق در اندیشه امام خمینی[۸][۹]

## مقالات
حبیب زاده تا کنون بیش از 130 مقاله تخصصی در نشریات گوناگون منتشر کرده‌است. و هم‌اکنون عضو هیئت تحریریه فصلنامه علمی تخصصی دانشنامه‌های حقوقی، پژوهشکده حقوق و قانون ایران، هیات تحریریه و سردبیر دو فصلنامه تحقیق و توسعه دانش حقوق کیفری و جرم شناسی،پژوهشکده حقوق و قانون ایران، فصلنامه پژوهشهاي حقوق تطبيقي، دانشگاه تربیت مدرس، هیات تحریریه فصلنامه علمی پژوهشی حقوق کیفری، موسسه حقوقی شهردانش،دو فصلنامه مطالعات حقوق کیفری و جرم شناسی، دانشکده حقوق و علوم سیاسی دانشگاه تهران،هیات تحریریه فصلنامه دانش انتظامی سمنان، پژوهشگاه علوم انتظامی و مطالعات اجتماعی ناجا (استان سمنان) است.                                                  
```
 
[
۱۳
]
```